# Bedżyrond
Bedżyrond – funkcja występująca w Cesarstwie Etiopii.
Według przekazów została utworzona w XIV wieku. Do obowiązków pełniącego ją dostojnika należało sprawowanie opieki nad skarbem i kluczami dworu.
W hierarchii godności administracyjnych bedżyrond zajmował piątą pozycję, za azzażem, a przed negadrasem.